# Catracca uhlei
Catracca uhlei es una especie de molusco terrestre de la familia Strophocheilidae, endémica del estado de Minas Gerais, en Brasil.

## Taxonomía
La especie Catracca uhlei y el género Catracca fueron descritos por Luiz Ricardo L. Simone y la descripción publicada en la revista científica PLOS ONE en 2022. El nombre del género está en aposición y se deriva de la palabra en portugués brasileño para 'molinete', catraca, en referencia a que el molinete de acceso suele tener un núcleo reforzado que sostiene las barras, esta pieza se asemeja a la concha descrita.